# Нісіпарі
Нісіпарі (рум. Nisipari) — село у повіті Констанца в Румунії. Входить до складу комуни Кастелу.
Село розташоване на відстані 184 км на схід від Бухареста, 21 км на північний захід від Констанци, 132 км на південь від Галаца.

## Населення
За даними перепису населення 2002 року у селі проживали 1862 особи.
Національний склад населення села:
| Національність | Кількість осіб | Відсоток |
| -------------- | -------------- | -------- |
| румуни         | 1838           | 98,7%    |
| татари         | 17             | 0,9%     |
| турки          | 6              | 0,3%     |

Рідною мовою назвали:
| Мова      | Кількість осіб | Відсоток |
| --------- | -------------- | -------- |
| румунська | 1842           | 98,9%    |
| татарська | 16             | 0,9%     |